# 血まみれの決闘
「血まみれの決闘」（ちまみれのけっとう）は、1957年8月28日に東映系で公開された映画。89分、シネマスコープ、モノクロ。

## スタッフ
- 監督：小石栄一
- 脚本：瀬川昌治
- 原案：能生三郎
- 企画：根津昇、本田延三郎
- 撮影：佐藤三郎
- 美術：中村修一郎
- 音楽：飯田三郎
- 録音：小松忠之
- 照明：森沢淑明
- 編集：祖田富美夫

## キャスト
- 牛島五郎：高倉健
- 早田達吉：岡田英次
- みち子：中村雅子
- 田村：加藤嘉
- 西崎：佐々木孝丸
- 神田：花沢徳衛
- 原口：須藤健
- 若井：菅沼正
- 柴田：沢田実
- 源次：曽根秀介
- やす：不忍郷子
- 寛治：明石潮
- 綾子：浦里はるみ
- 医者：滝謙太郎
- 佐川：小野保
- 千葉：日尾孝司
- 星田：楳崎博規
- 兵藤：沢彰謙
- 平木：立花良文
- 森山：外野村晋
- 看護婦：山本みどり
- カルバートン：トム・S・ゼイノウラ
- レフリー：E・キーン
- 西崎の乾分：大東良
- 上屋：木村功

## 同時上映
『警視庁物語 上野発五時三十五分』
- 脚本：長谷川公之 / 監督：村山新治 / 主演：波島進
- 『警視庁物語』シリーズ第5作。

| スタブアイコン | サブスタブ | この項目は、まだ閲覧者の調べものの参照としては役立たない、映画に関連した書きかけの項目です。この項目を加筆・訂正などしてくださる協力者を求めています（P:映画/PJ:映画）。 |